# Isaac e Ismael
Isaac e Ismael  es un capítulo especial de la tercera temporada de la serie dramática El Ala Oeste.

## Argumento
Es un episodio especial dedicado a la memoria de los fallecidos en los atentados del 11 de septiembre de 2001. En la presentación, los intérpretes principales de la serie -incluida Stockard Channing-, comentan genéricamente la trama de la temporada, pidiendo finalmente una ayuda a las víctimas de los atentados, en especial para los familiares de los bomberos y policías de Nueva York. Este episodio no está dentro del hilo argumental de la serie, y su momento temporal dentro de la misma no está definido.
La trama gira en torno al cierre por seguridad de la Casa Blanca por una amenaza terrorista. Un militante de un grupo radical islámico ha sido detenido y ha revelado la identidad de uno de sus colaboradores. Investigando alias, el FBI descubre que puede haber un posible terrorista trabajando en la Casa Blanca. Se interroga a un sospechoso árabe que finalmente resulta ser alguien honrado. Leo, sucumbe a la presión y al miedo y le dice que es el precio que ha de pagar por parecerse físicamente a los terroristas. 
Mientras Josh atiende a un grupo de escolares que quieren conocer las causas que conducen a las guerras santas y a los atentados terroristas en general. Termina, obligado por las circunstancias, llevándoselos al comedor del Ala Oeste. Allí pasará Toby, para hablar sobre religiones; C.J. sobre la necesidad de tener unos servicios secretos fuertes para velar por la seguridad; Sam que hablará sobre grupos terroristas y pobreza; y por último el mismo Presidente y la primera dama. Esta explicará como todo empezó con Isaac e Ismael, hijos de Abraham tal y como se dice en el Libro del Génesis. Los descendientes de ambos serán respectivamente los Judíos y los árabes.

## Curiosidades
- Hay un error en el episodio. Durante el interrogatorio Leo comenta que el terrorista ha sido localizado cruzando de Ontario a Vermont cuando ambos no tienen frontera común. Vermont hace frontera con la provincia canadiense de Quebec.